# アカボウクジラ科
アカボウクジラ科（赤坊鯨科、Ziphiidae）は、クジラ目ハクジラ亜目に属する科の一つ。アカボウクジラ科に属するのは比較的小型のクジラが多く、現生群は約20の種から成る。
大型哺乳類としては最も不明な点が多い種類の一つである。一部の種はここ20年ほどの間に発見されたばかりであり、まだ発見されていない種も存在しているだろうと考えられている。

## 分類
アカボウクジラ科は6属で構成され、それらは伝統的には3亜科に分けられる。
- †Archaeoziphins
- アカボウクジラ亜科 Ziphiinae
  - アカボウクジラ属 Ziphius
    - アカボウクジラ Cuvier's Beaked Whale Ziphius cavirostris
- ツチクジラ亜科 Berardinae
  - ツチクジラ属 Berardius
    - ミナミツチクジラ Arnoux's Beaked Whale, Berardius arnuxii
    - ツチクジラ Baird's Beaked Whale (North Pacific Bottlenose Whale), Berardius bairdii
    - クロツチクジラ Sato's Beaked whale, Berardius minimus

  - タスマニアクジラ属 Tasmacetus
    - タスマニアクジラ Tasman Beaked Whale (Shepherd's Beaked Whale) Tasmacetus shepherdi
- トックリクジラ亜科 Hyperoodontinae
  - タイヘイヨウアカボウモドキ属 Indopacetus
    - タイヘイヨウアカボウモドキ Longman's Beaked Whale (Indo-Pacific Beaked Whale), Indopacetus pacificus

  - トックリクジラ属 Hyperoodon
    - キタトックリクジラ Northern Bottlenose Whale, Hyperoodon ampullatus
    - ミナミトックリクジラ Southern Bottlenose Whale, Hyperoodon planifrons

  - オウギハクジラ属 Mesoplodon
    - ニュージーランドオウギハクジラ Hector's Beaked Whale, Mesoplodon hectori
    - ラマリハクジラ Ramari's Beaked whale, Mesoplodon eueu
    - アカボウモドキ True's Beaked Whale, Mesoplodon mirus
    - ヒガシアメリカオウギハクジラ Gervais' Beaked Whale, Mesoplodon europaeus
    - ヨーロッパオウギハクジラ Sowerby's Beaked Whale, Mesoplodon bidens
    - ミナミオウギハクジラ Gray's Beaked Whale, Mesoplodon grayi
    - ピグミーオウギハクジラ Pygmy Beaked Whale, Mesoplodon peruvianus
    - タイヘイヨウオウギハクジラ Andrews' Beaked Whale, Mesoplodon bowdoini
    - バハモンドオウギハクジラ Spade Toothed Whale,  Mesoplodon traversii （Bahamonde's Beaked Whale, Mesoplodon bahamondi）
    - ハッブスオウギハクジラ Hubbs' Beaked Whale, Mesoplodon carlhubbsi
    - イチョウハクジラ Ginkgo-toothed Beaked Whale, Mesoplodon ginkgodens
    - デラニヤガラオウギハクジラ Deraniyagala's Beaked whale, Mesoplodon hotaula
    - オウギハクジラ Stejneger's Beaked Whale, Mesoplodon stejnegeri
    - ヒモハクジラ Layard's Beaked Whale, Mesoplodon layardii
    - コブハクジラ Blainville's Beaked Whale, Mesoplodon densirostris
    - ペリンオウギハクジラ Perrin's Beaked Whale, Mesoplodon perrini

## 形態
食餌は負圧を利用した吸引方式 (suction feeding mechanism) で行う。これは歯で獲物を捕まえるのではなく、口腔内に海水ごと獲物を吸い込む採食方法である。ハクジラ類は気道と食道が完全に分離しているため肺を利用した吸引は不可能であるが、そのかわり舌及び舌骨が発達しており、これを利用するとされる。口を開けると同時に大きな舌を急速に引っ込めることで口腔内の圧力を低下させ、海水と一緒に餌となる獲物を吸い込む方法である。比較的吻が長いためマッコウクジラなどよりは吸引力は劣るが、マイルカ科などよりは強力であるという。アカボウクジラ科の喉には顕著なハの字型の溝があるが、これは吸引の際に喉を膨らませ、口腔内の容積拡大に貢献するとされる。
アカボウクジラ科のクジラは体長3.6m - 約13mであり、体重は1t - 15tである。識別は体長、体色、頭部の形状、口吻の長さなどの微妙な違いを用いて行い、野生下での種の同定はかなり困難である。また、オウギハクジラ属などでは雄のみ下顎に一対の歯を持つものもおり、種を特定する際の手がかりになる。

## 生息域、生態
世界中のほとんどの海域に棲息しているが、浅瀬はあまり好まず、大陸棚よりも深い海域を好む。海底の山脈、渓谷、斜面、あるいはアゾレス諸島、カナリア諸島などの大洋上の島々の近くなどを特に好む。
判っている限りにおいては、海底あるいは海底近くで餌を捕獲する。主にイカ、魚類、甲殻類などを食べる。
非常に優れた潜水能力を有し、20分から30分程度の潜水を行うことが多い。80分もの長い潜水の記録もあり、潜る深さもほぼ間違いなく1,000mを超えているものと考えられている。
家族による小規模の群を成して行動することが多い。
アカボウクジラ科は海洋性であることと、長時間の潜水を行うことから、観察することが困難であり、多くの種について不明な点が多い。一部には、正式な記録も名前もまだなかったり、死骸は確認されているものの、生体の観察例はない、といった種もある。約20種のうち、3種ないし4種は、かつては捕鯨の対象であったため、比較的良く知られている。本項の人間との関りを参照されたい。

## 人間との関り
アカボウクジラ科のクジラは海洋性であるため、捕鯨の対象であった一部の種を除き、人間との関りは少ない。ツチクジラとアカボウクジラは主に日本によって捕鯨の対象とされ、ツチクジラの捕鯨は捕獲頭数の上限を自主的に設定した上で現在でも行われている。キタトックリクジラは19世紀末から20世紀初頭にかけて、北大西洋の北部海域において、多数が捕獲された。
近年、座礁して死亡した個体の調査から、新たな問題が発生していることがわかってきた。一つは脂肪中に含まれる有毒な化学物質の濃度の増加傾向である。猛禽類の鳥類と同じく、アカボウクジラ科のクジラたちは食物連鎖の頂点にいるため、このような化学物質の蓄積が懸念される。
二つ目の問題は、ビニール袋などのプラスチック製品を飲み込んでいる例が多く見られることである。これらは消化されずに消化器中に留まるため、致命的なこともある。また、20世紀末からタラの漁獲量が減少したことによって、遠洋における底引き網漁が盛んになったため、底引き網による混獲による被害が増加しているという問題もある。餌となる魚類などの減少を懸念する指摘もある。
ミナミツチクジラ、ツチクジラ、キタトックリクジラおよびミナミトックリクジラの4種については、IUCNのレッドリストでは「低リスク（保全対策依存）」 (LRcd : Lower Risk - Conservation Dependent)に分類されている。その他の種については、情報が不足しているため、分類されていない。

## 進化史
アカボウクジラ科の最も古い化石としては、中期中新世の Archaeoziphins が知られている。漸新世末期 - 中新世前期からもアカボウクジラ科と推定される化石が出土しているが、異論もありこの科に属するかは定かでない。
ハクジラの中ではマッコウクジラ科などとともに初期に分化したグループの一つである。かつては両者は近縁で、アカボウクジラ科はマッコウクジラ上科に含められた事もあったが、現在では両者はそれほど近縁ではないとされる。ハクジラ類の現生群内の分岐時期としては、マッコウクジラ科が最も早く、次いで分岐したのがアカボウクジラ科であるとされる。